# 대구여자고등학교
대구여자고등학교(大邱女子高等學校)는 대한민국 대구광역시 수성구 범어동에 위치한 공립 고등학교이다.

## 학교 연혁
- 1954년 5월 : 대구여자고등학교 15학급 인가
- 1954년 6월 : 입학식(1학년 120명, 2학년 35명), 대한생사 별관에서
- 1954년 6월 21일 : 개교식 거행, 대구여자중학교 동인동 가교사로 이전
- 1954년 7월 5일 : 초대 이홍원 교장 취임
- 1955년 10월 15일 : 대구시 소유 대지인 동인동 78번지에 본교사 10개 교실 신축
- 1956년 2월 28일 : 제1회 졸업식 거행(졸업생 31명)
- 1980년 9월 15일 : 신축교사(수성구 범어 1동 238번지의 41)로 이전
- 1981년 12월 15일 : 체육관 준공(157평)
- 1996년 12월 16일 : 유란체육관 신축완공(바닥면적 1,251㎡, 연면적 1,1681㎡)
- 1998년 6월 : 배구부 재 창단
- 1999년 6월 : 조립식 콘센트 급식소 준공
- 2003년 2월 24일 : 신관동 준공(3층 861.84㎡, 15개 교실, 화장실 3개)
- 2007년 4월 2일 : 도서관 현대화 사업 완공(청운도서관)
- 2021년 3월 1일 : 제29대 황진숙 교장 취임
- 2022년 1월 27일 : 제67회 졸업식(378명, 누계 35,644명)
- 2022년 3월 2일 : 제70회 입학식(262명)

## 학교 위치
- 1954년 6월 21일 ~ 1980년 8월 31일 : 중구 국채보상로 670 (동인동2가 / 現 국채보상운동기념공원)
- 1980년 9월 15일 ~ (현재) : 수성구 달구벌대로488길 17 (범어동)

## 참고 자료
- 대구여자고등학교 - 한국교육학술정보원 학교알리미